# Лланвайр-Пуллгуингилл
Лланвайр-Пуллгуингилл (валл. Llanfair Pwllgwyngyll) — деревня в Уэльсе, на острове Англси, возле пролива Менай. Неофициальное, но более известное название этой деревни — Лланвайрпуллгуингиллгогерихуирндробуллллантисилиогогого́х (валл. Llanfairpwllgwyngyllgogerychwyrndrobwllllantysiliogogogoch, IPA: МФА: [ˌɬan.vair.puɬ.ˌɡwɪ̈n.ɡɪ̈ɬ.ɡo.ˌɡɛr.ə.ˌχwərn.ˌdro.buɬ.ˌɬan.tɪ̈.ˌsil.jo.ˌɡo.ɡo.ˈɡoːχ]о файле). Оно переводится с валлийского языка как «Церковь святой Марии в ложбине белого орешника возле бурного водоворота и церкви святого Тисилио возле красной пещеры».
Название это было придумано, как сообщает Джон Моррис-Джонс, портным (по другим сведениям, кабатчиком) из Менай в 1860-е годы. Оно не вполне соответствует правилам построения валлийских названий и было придумано исключительно для привлечения туристов. Сама деревня до этого называлась Llanfairpwllgwyngyll, то есть «Церковь святой Марии в ложбине белого орешника». Недалеко находилась Llantysilio Gogogoch, «Церковь святого Тисилио у красной пещеры», а между ними был chwyrn drobwll «бурный водоворот». В валлийском названии 51 буква (в валлийском алфавите ряд символов-диграфов, таких как dd, ll и ch, рассматриваются как одна буква).

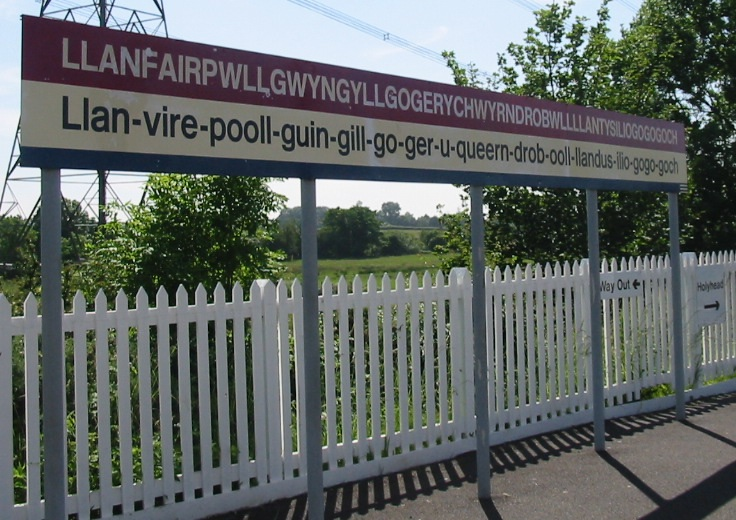
Знак на железнодорожной станции

В деревне есть железнодорожная станция, и знак с её названием — одна из самых фотографируемых достопримечательностей Уэльса. Среди местных жителей деревня известна просто как Llanfair Pwllgwyngyll (это её официальное название на картах и дорожных указателях) или просто Llanfairpwll либо Llanfair PG.
В попытке превзойти Лланвайр-Пуллгуингилл, станцию Голф-Горт переименовывали в Горсаваутахаидрайгоданхетоглетоллонпенринарейрдрайткередигион, однако в 2007 ей вернули старое название.

### В популярной культуре
Название упоминается в книге Глории Му «Игра в Джарт».